# Vergeltungswaffen

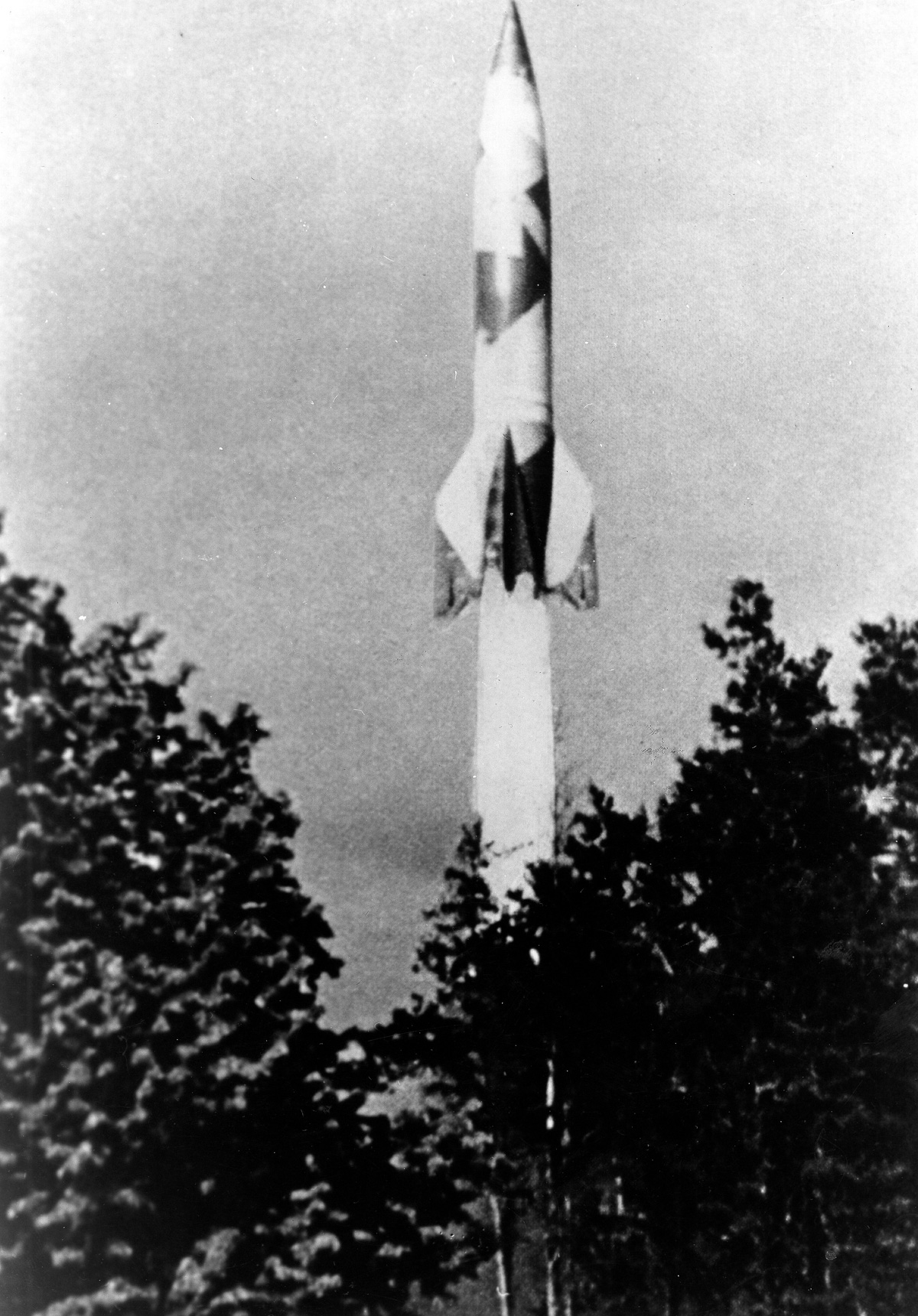
Despegue de un V2

Vergeltungswaffen es el término alemán para referirse a las armas de represalia, cuyo objetivo era el bombardeo estratégico a grandes distancias durante la Segunda Guerra Mundial. Identificadas mediante la letra V y un número, estas armas fueron:
- El misil de crucero V1.[2][3]
- El misil balístico V2.[4][5]
- El cañón multicarga V3.[6][7]